# Chrysoteuchia
Chrysoteuchia är ett släkte av fjärilar som beskrevs av Jacob Hübner 1825. Enligt Catalogue of Life ingår Chrysoteuchia i familjen Crambidae, men enligt Dyntaxa är tillhörigheten istället familjen mott.

## Bildgalleri

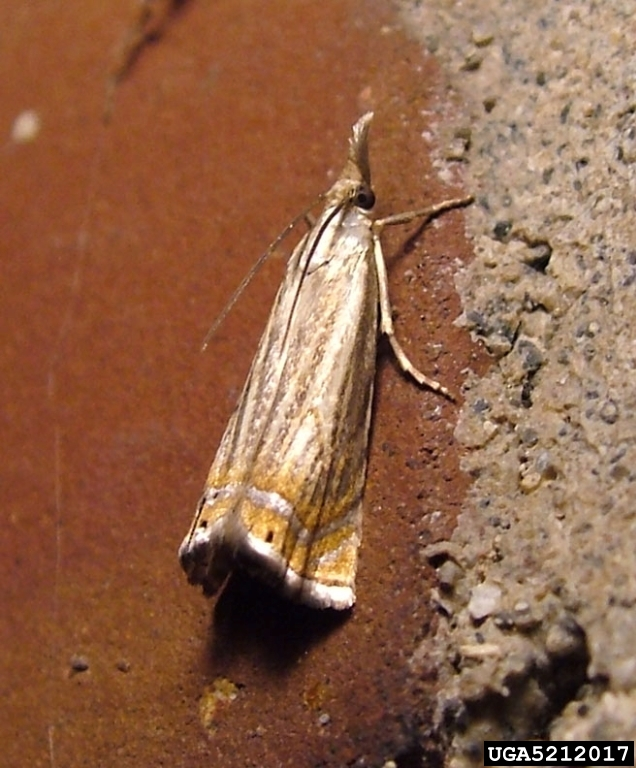
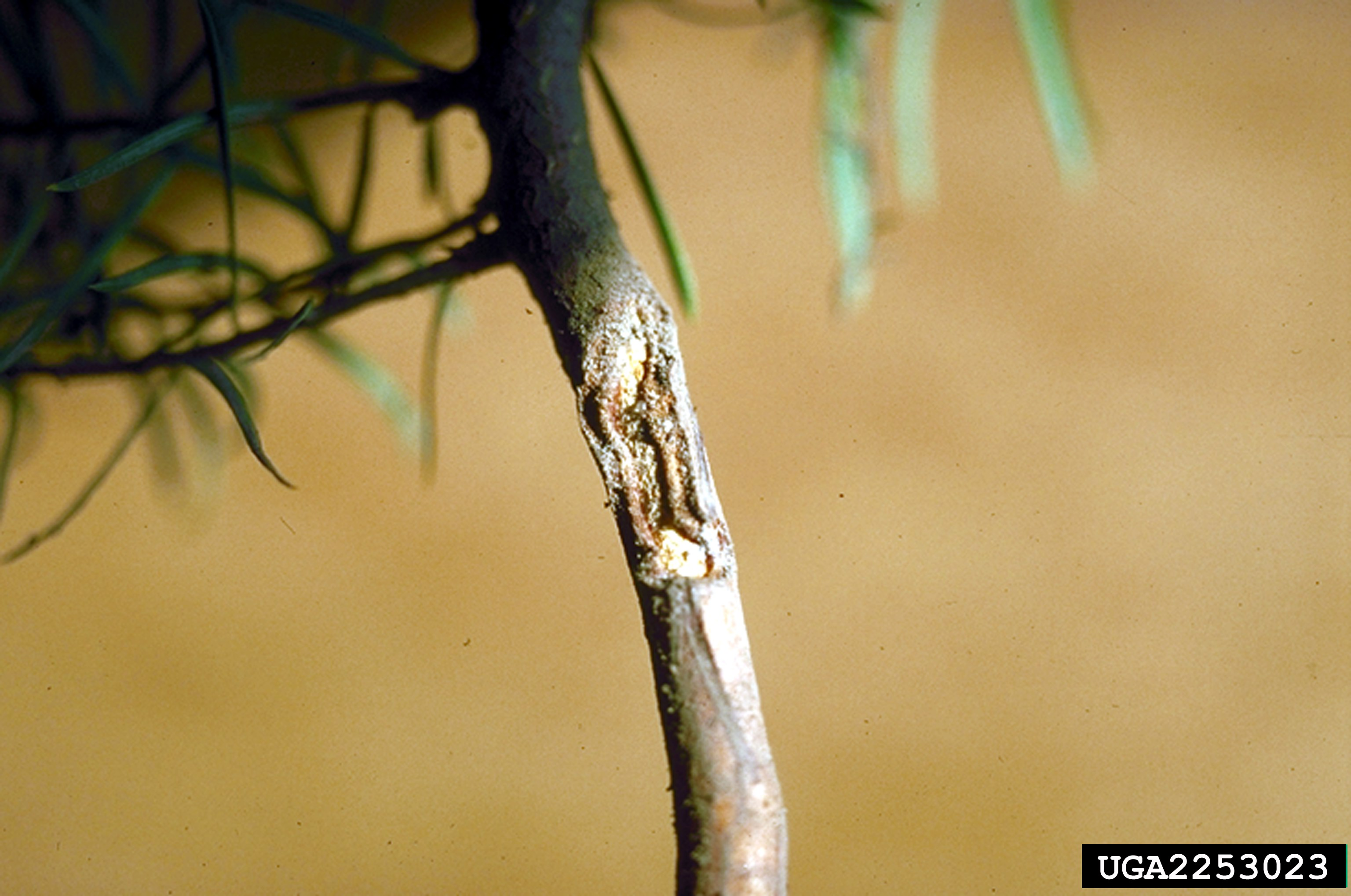
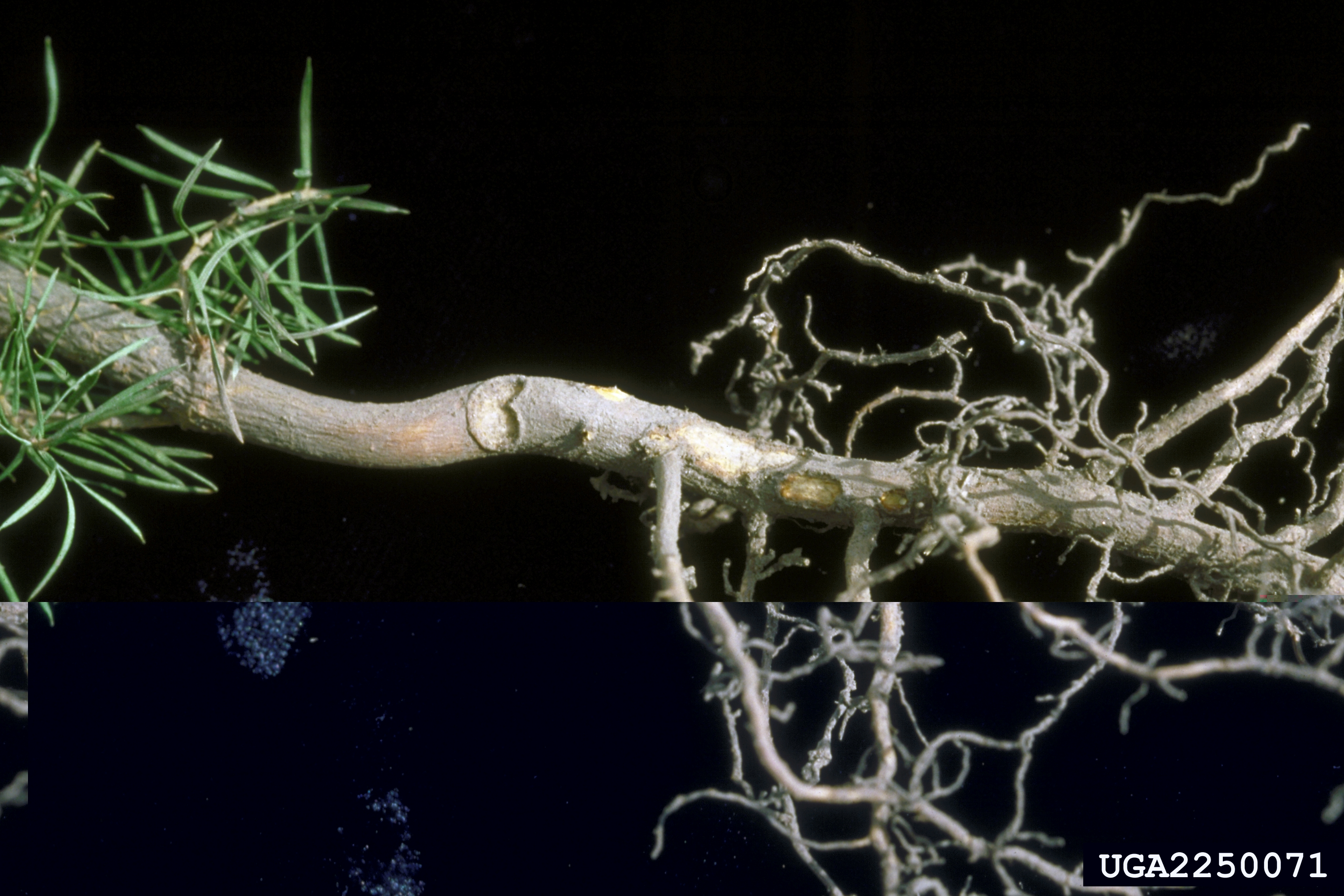
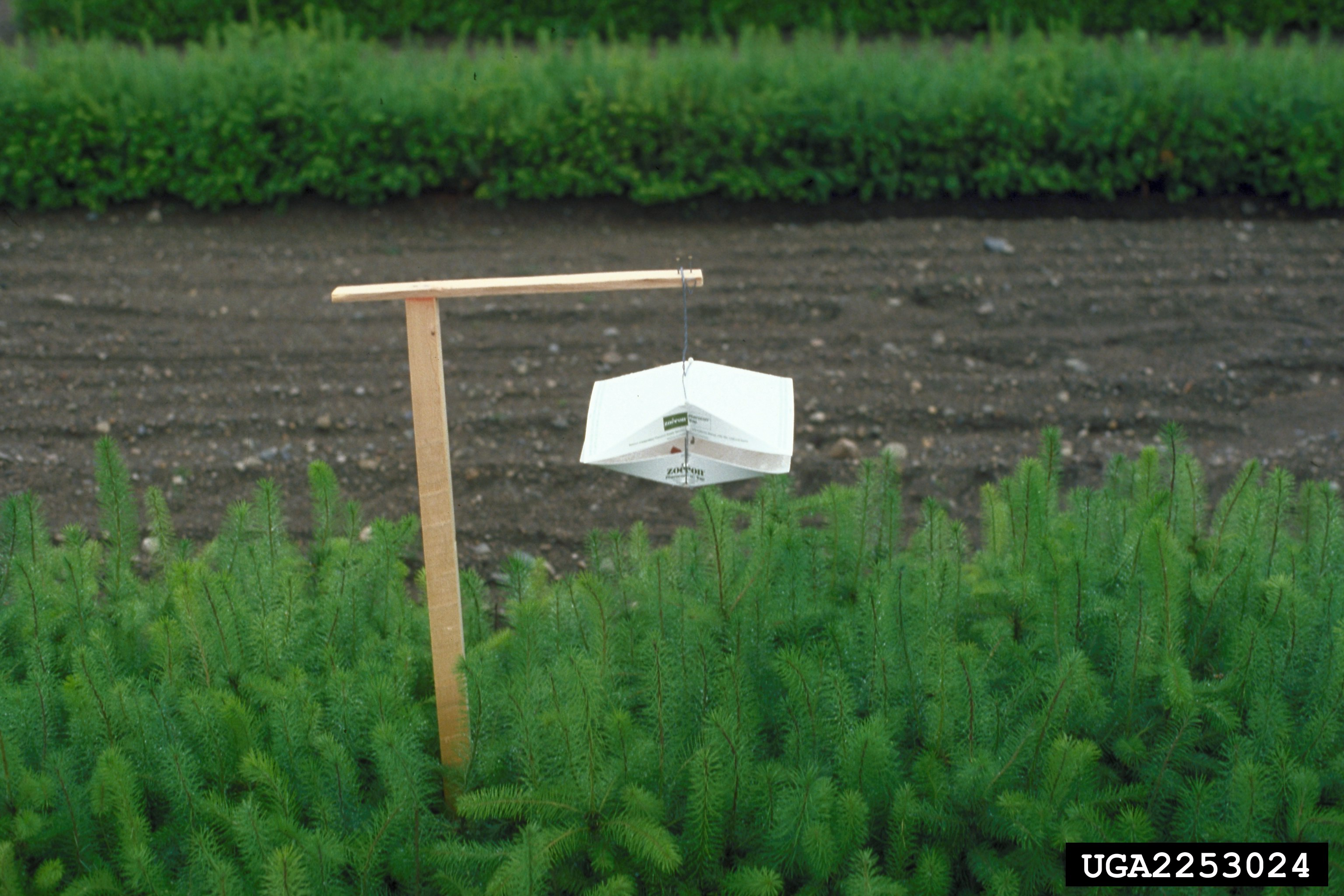
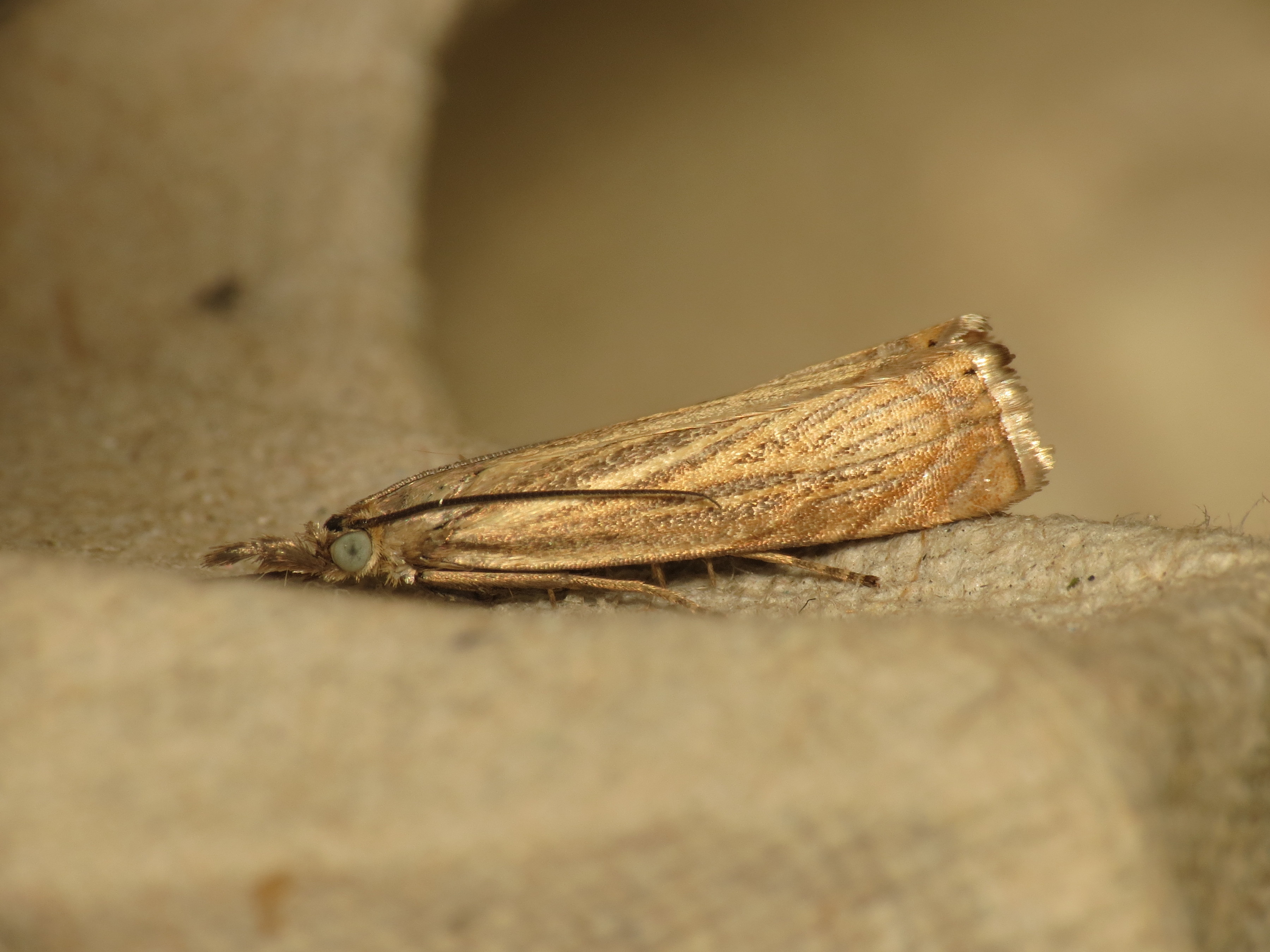
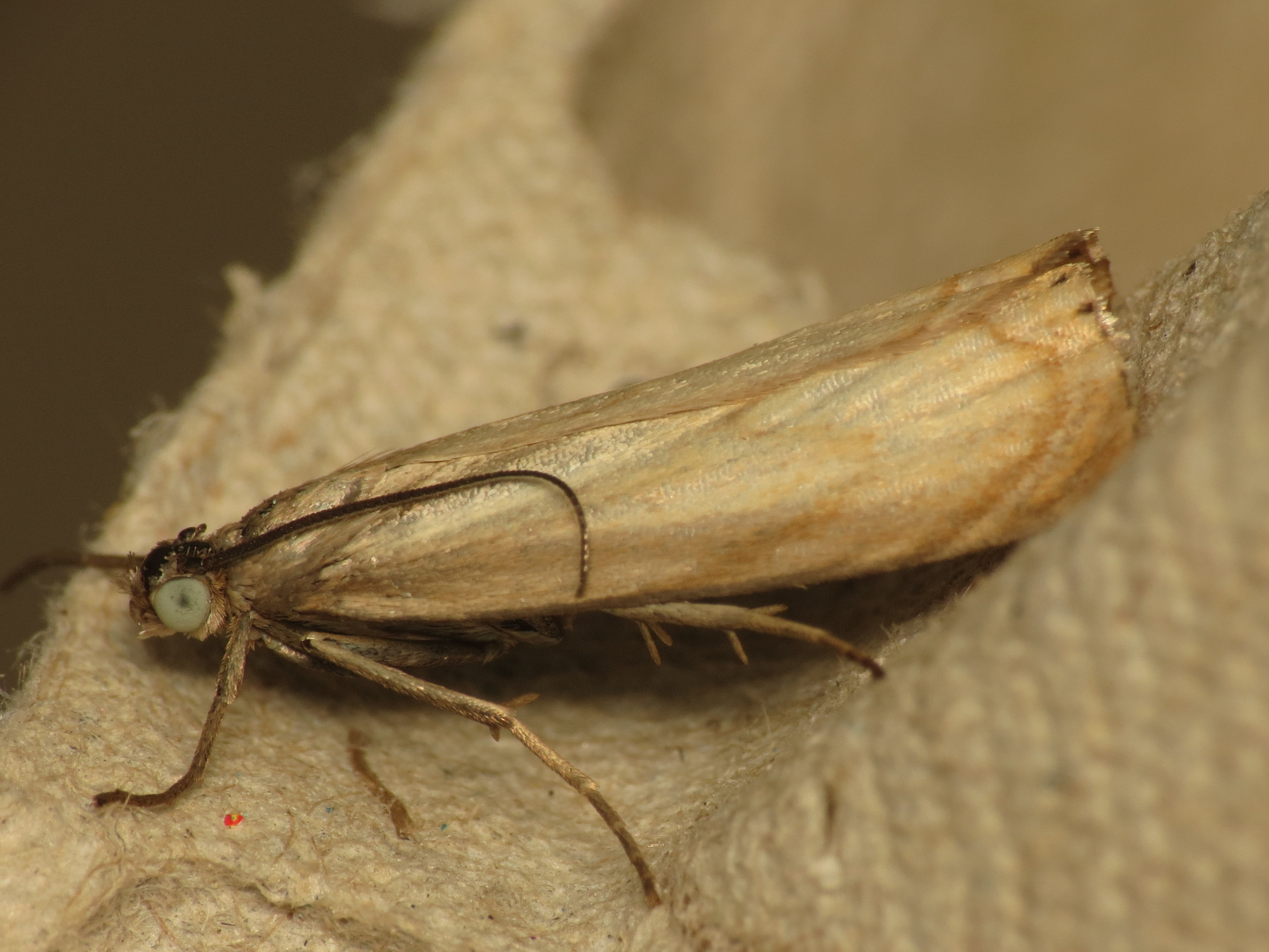

## Dottertaxa tillChrysoteuchia, i alfabetisk ordning[1][2]
- Chrysoteuchia argentistrigellus
- Chrysoteuchia atrosignatus
- Chrysoteuchia brunnea
- Chrysoteuchia caricetalis
- Chrysoteuchia cespitella
- Chrysoteuchia culmella
- Chrysoteuchia daisetsuzana
- Chrysoteuchia diasterella
- Chrysoteuchia diplogrammus
- Chrysoteuchia distinctellus
- Chrysoteuchia dividellus
- Chrysoteuchia fractellus
- Chrysoteuchia fucatellus
- Chrysoteuchia fuliginosellus
- Chrysoteuchia funebrellus
- Chrysoteuchia gonoxes
- Chrysoteuchia gregorella
- Chrysoteuchia hortella
- Chrysoteuchia hortibius
- Chrysoteuchia hortuella
- Chrysoteuchia hyalodiscella
- Chrysoteuchia lolotiella
- Chrysoteuchia mandschuricus
- Chrysoteuchia minimus
- Chrysoteuchia monanellus
- Chrysoteuchia moriokensis
- Chrysoteuchia niveirostralis
- Chrysoteuchia picturatellus
- Chrysoteuchia porcelanellus
- Chrysoteuchia pseudodiplogrammus
- Chrysoteuchia pyraustoides
- Chrysoteuchia sonobei
- Chrysoteuchia strigella
- Chrysoteuchia topiarius
- Chrysoteuchia uralellus
- Chrysoteuchia vachellellus
- Chrysoteuchia vigens
- Chrysoteuchia yuennanellus